# هارتلي هوارد
هارتلي هوارد هو صحفي كندي، ولد في 20 يونيو 1908 في مونتريال في كندا، وتوفي في 12 أبريل 1979 في المملكة المتحدة.

## وصلات خارجية
- هارتلي هوارد على موقع IMDb (الإنجليزية)